# 도네츠크 (러시아)

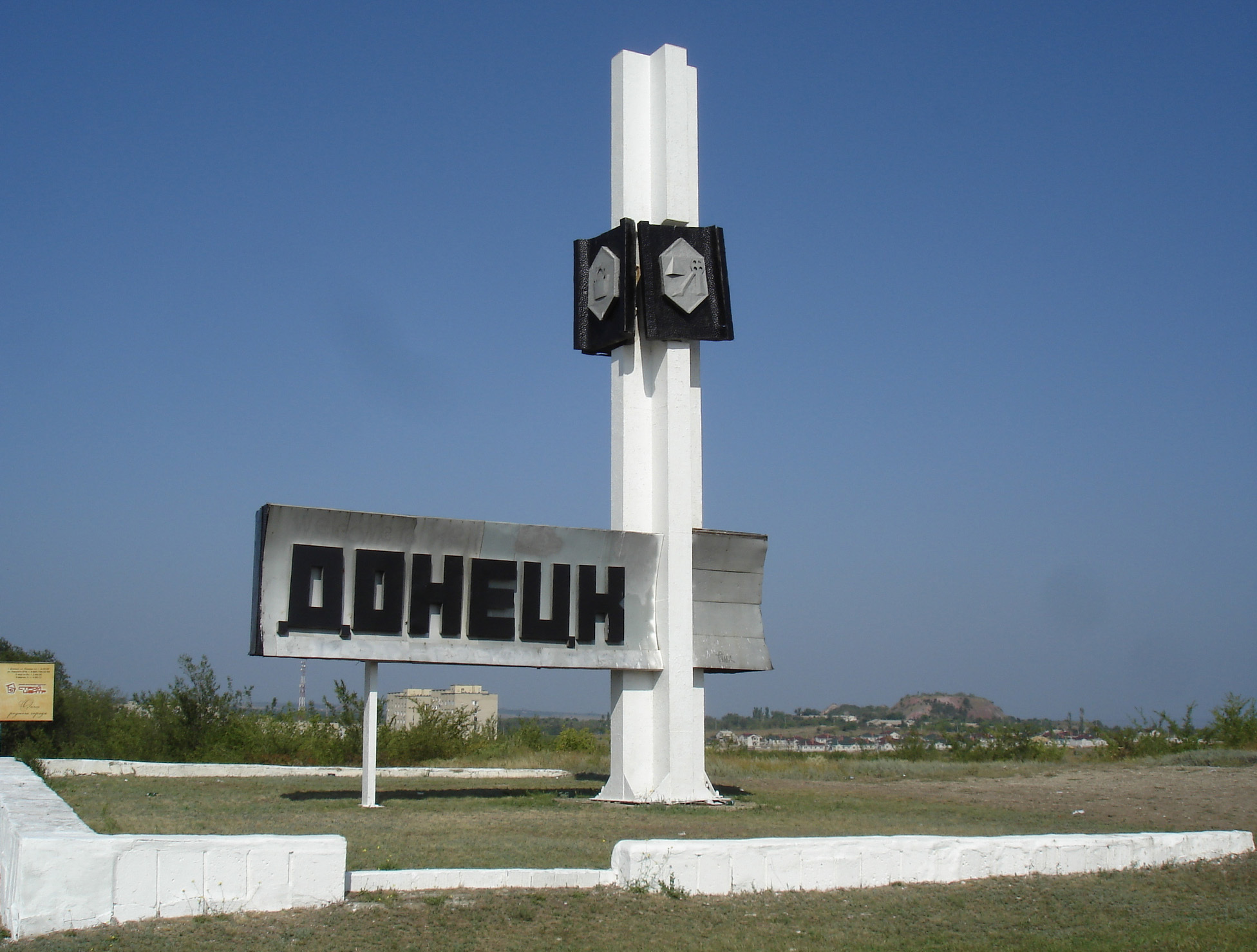

도네츠크(러시아어: Донецк, 1955년까지는 군도롭카(Гундоровка), 문화어: 도네쯔크)는 러시아 로스토프주 세베르스키군의 도시이다. 인구는 4만8,040명 (2002년); 3만8,000명 (1970년)이다.
도네츠크에는 북도네츠 강이 통과해서 흐르고, 171km지점에 로스토프나도누가 위치해 있다.